# Писарев, Степан Иванович
Писарев Стефан (Степан) Иванович (1708 — 9 (20) мая 1775) — переводчик, обер-секретарь Синода.

## Биография
Во время обучения в Славяно-греко-латинской академии в 1725 году был включен в состав посольства графа Саввы Владиславича-Рагузинского в Китай «для оставления в тамошнем столичном городе Пекине студентом к обучению тамошних языков». Служил канцеляристом при посольстве и вместе с ним вернулся в Москву в декабре 1728 года. Преподавал греческий язык в академии, а в 1730 году определился на службу в Сенат подканцеляристом. С 1731 по 1760 год служил в Коллегии иностранных дел, занимая должности канцеляриста и переводчика с греческого языка (с 1733 года), а затем секретаря (с декабря 1742 года).
В августе 1760 года назначен обер-секретарем Синода, в 1763 году подал прошение о переводе обратно в Сенат, ссылаясь на слабость здоровья. В марте 1764 года получил чин статского советника.
Умер Писарев 9 (20) мая 1775 года в Петербурге, похоронен в Александро-Невской лавре.

## Переводческая деятельность
К переводческой деятельности с греческого и итальянского языков приступил в начале 1740-х гг. В 1770 году принимал участие в издании перевода Евгения Булгариса на новогреческий язык «Наказа» Екатерины II.
Некоторые переводы Писарев издавал за свой счет. Иногда переводы долго не пропускались в печать цензурой, оставались в рукописях («Цвет добродетели» Амвросия Грабенича, переведенный с греческого языка в 1733 году, в 1785 году опубликовано в переводе И. Г. Харламова), «Слова и поучения» Никифора Феотоки, «Небесный дар, или Слово Божие», переведённое с греческого языка в 1769 году.
Критически выступал против беллетристических жанров; романам противопоставлял церковно-учительные сочинения и труды по церковной истории, а также нравоучительные и воспитательные книги.
В 1744 году перевел с греческого и пытался издать «Изъяснения начала и причины схизмы, или раскола, западной церкви с восточной» Ильи Минятия (издал в его сокращённом переводе под заглавием «Камень соблазна» лишь в 1783 году). В 1750 году был в Глухове на выборах гетмана Разумовского, перевёл с греческого небольшое догматическое произведение «Процветание христианской веры»; в своем посвящении митрополиту Киевскому Тимофею Щербацкому писал, что эта книга «кем сочинена, и где, и когда в печать издана, о том нимало не упомянуто». Этот перевод также остался неизданным.
В 1766 году просил у Синода разрешения издать «Проповеди иерусалимского патриарха Хрисанфа». Гавриил Петров рассмотрел перевод, отозвался о нем положительно, но работа осталась в рукописи, а проповеди Хрисанфа были в 1784 году напечатаны в переводе Моисея Гумилевского.
Самый известный перевод Писарев сделал в 1743 году по повелению императрицы Елизаветы Петровны — «Житие Петра Великого» Антония Катифоро, с греческого языка, издан в 1772 году. Писарев дополнил книгу Катифоро документами и материалами по «делу царевича Алексея». В 1751 году перевёл труд «Священная история Нового и Ветхого Завета» Катифоро (издан в 1763 году).

## Переводы
- «Житие Петра Великого», соч. А. Катифора (СПб., 1772),
- «Златослов или открытия риторския науки»,
- сочинения Филарета Скуфы (СПб., 1798),
- «Философия нравоучительная» Э. Тезауро, 1764—1765; совместно с Г. Дандоло;
- «Гномологик» (М., 1767, посвящается К. С. Нарышкину) — собрание афоризмов и извлечений греческих мудрецов.
- «О детоводстве наставление» Плутарха, 1771;
- «Слово о непристойном любопытстве» Плутарха, 1786
- «Орган забавных мыслей, философические игры» Ф. Лоредано, 1775

## Переводы духовного содержания
- Иоанн Златоуст, «Слово на евнуха Евтропия», 1759
- Василий Великий, «Беседа, или слово нравоучительное, о пьянствующих», 1774
- Илия Минятий, речи и поучения, первое «Собрание поучений» Ильи Минятия в 1741[11].
- Ф. Скуфос, «Златослов», с предисловием Л. Сичкарева, 1779.
- Иоанн Златоуст, «Поучительные слова», 1773;
- Иоанн Златоуст, «Слова о священстве» 1775;
- Илья Минятий, «Собрание различных поучительных слов», 1781. ч. 1—2.